# Live with Me
«Live with Me» —en español: «Vive conmigo»—, es una canción de The Rolling Stones de su álbum Let It Bleed, lanzado en noviembre de 1969. Fue la primera canción grabada con el nuevo guitarrista de la banda, Mick Taylor, que se unió a la banda en junio de 1969, aunque la primera grabación que la banda lanzó con Taylor fue el sencillo de «Honky Tonk Women». Taylor más tarde describió la grabación como "una especie de comienzo de esa época en particular para los Stones, donde Keith y yo intercambiamos los roles con la guitarra".
La canción también marca la primera vez que los Stones grabaron con el saxofonista Bobby Keys (que tocó en muchos discos de Stones a partir de entonces), y la única vez que Leon Russell tocó con los Stones. Russell y Nicky Hopkins contribuyeron con el piano a la pieza.
Escrita por Mick Jagger y Keith Richards, «Live with Me» fue grabada el 24 de mayo de 1969. Como Mick Taylor se unió a la banda semanas después, su parte de guitarra fue sumada por encima de la pista básica. Junto con «Country Honk», fueron las dos canciones que Taylor interpretó en Let It Bleed. Él y Keith crearon un sonido original de la guitarra de 2 principales.
Las letras de la canción fueron citadas como la razón por la cual The London Bach Choir solicitó no ser acreditado por su contribución en «You Can't Always Get What You Want». El poeta X. J. Kennedy sugirió que las letras forman parte de una tradición de respuestas, comenzando por John Donne y Sir Walter Raleigh y continuando por Cecil Day-Lewis, hasta el poema The Passionate Shepherd to His Love de Christopher Marlowe. El poema de Marlowe comienza diciendo "Come live with me and be my love" (Venga a vivir conmigo y sea mi amor).
Aunque nunca haya sido lanzada como sencillo, la canción ha sido tocada en vivo frecuentemente.Versiones en vivo han sido incluidas en los álbumes Get Yer Ya-Ya's Out!, No Security y Light the Fuse, así como el sencillo de 1996 «Wild Horses» y en el álbum recopilatorio Rarities 1971-2003. La canción fue interpretada en vivo con Christina Aguilera para el concierto / documental Shine a Light, y aparece también en la banda sonora.
Las versiones de portada fueron grabadas por Girlschool, Ghost y Rhett Forrester (en su álbum Gone With the Wind de 1984).

## Personal
Acreditados:
- Mick Jagger: voz
- Keith Richards: guitarra eléctrica, bajo
- Mick Taylor: guitarra eléctrica
- Charlie Watts: batería
- Nicky Hopkins: piano
- Bobby Keys: saxofón
- Leon Russell: piano, arreglo de vientos